# Бечо (перевал)

Перевал Бечо. Група українських альпіністів на спуску з перевалу Бечо в Баксан. 1968 рік.

Бечо  (груз. ბეჩოს უღელტეხილი) — високогірний перевал у Приельбруссі. Висота 3367 м. Категорія — 1 б. З'єднує район Баксану (Кабардино-Балкарія) з Грузією (Верхньою Сванетією). Перевал Бечо розташований в центральній частині Головного, або Вододільного хребета Великого Кавказу, між гірським масивами Донгузорун-Чегет-Карабаші і Шхельда. До середини ХХ століття мав важливе торгово-економічне значення, так як він з'єднував долину р. Бечо на південному Кавказі (регіон Верхня Сванетія, Грузія) з Баксанскою ущелиною Північного Кавказу (Приельбрусся). Більшу частину року він покритий льодовиком, а тому доступний для пішоходів тільки влітку. У порівнянні з іншими перевалами Кавказу вважається відносно легким для перетину.
Після 2008 року використання перевалу в рекреаційних, туристичних та економічних цілях утруднено через російську військову агресію стосовно Грузії і подальшу напруженість в російсько-грузинських відносинах.

## Цікавинки
Восени 1942 р. мешканці Тирниауза перейшли через цей перевал у Грузію, відступаючи під натиском німецьких альпійських військ.